# Пољопривредни институт Републике Српске
Пољопривредни институт Републике Српске основан је 3. јула 1947. године под именом Пољопривредни завод. Сједиште Института је у Бањој Луци, насеље Лазарево. Институт има сопствене пословне објекте и управну зграду, те модерно и функционално опремљене лабораторије, које омогућавају Институту да прати актуелне научно-истраживачке токове у области пољопривреде. Осим тога, Институт посједује и властите земљишне површине и пратећу механизацију за извођење огледа и сјеменску производњу, као и властити дорадни центар. 

У циљу ефикаснијег рада, активности Института дефинисане су кроз рад девет завода, и то: Завод за стрна жита, Завод за кукуруз, Завод за индустријско биље, Завод за крмно биље, Завод за повртарство, Завод за воћарство и виноградарство, Завод за заштиту биља, сјеменарство и биотехнологију, Завод за агроекологију и Завод за сточарство.
Институт обавља основна, примјењена и развојна истраживања из области пољопривреде од општег интереса, односно стратешког значаја за Републику Српску.

## Организациона структура
Организациону структуру Института чине: Управни одбор, директор и научно вијеће. 

Управни одбор Института чине чланови који су у радном односу у Институту и чланови које именује Влада Републике Српске као оснивач. Управни одбор има пет чланова од којих су два из реда запослених истраживача на Институту, са научним или истраживачким звањем. Избор и именовање Управног одбора врши се на основу конкурса према процедури утврђеној Законом о министарским, владиним и другим именовањима Републике Српске и Законом о научноистраживачкој дјелатности. Мандат чланова Управног одбора траје четири године.

Научно вијеће је стручни орган Института. Чланови Научног вијећа у Институту су истраживачи у научном звању од којих су двије трећине запослени у Институту са пуним радним временом. Научно вијеће броји дванаест чланова, а мандат чланова траје 4 године. Чланове научног вијећа који нису запослени у радном односу именује Оснивач путем Министарства за науку и технологију, а на иницијативу Научног вијећа Института.

## Историјат
Институт је респектабилна научна установа са најдужим научно-истраживачким искуством у Републици Српској и Босни и Херцеговини. Још давне 1947. године тадашња Влада НР БиХ, на приједлог Министра пољопривреде донијела је Уредбу о оснивању Пољопривредног завода у Бањој Луци, установе Министарства пољопривреде. Резултати јединственог селекцијско-оплемењивачког рада Пољопривредног института РС огледају се у 45 створених сорти и хибрида стрних жита, крмног биља, кукуруза и поврћа, које представљају окосницу аграрног и руралног развоја Републике Српске, док резултати рада Завода Института чије се дјелатности заснивају на лабораторијским анализама, се односе на квалитет и здравствену безбједност сјемена и садног материјала пољопривредних производа и сточне хране, на плодност и стање земљишта, а све у интересу безбједности, сигурније и квалитетније пољопривредне производње. Пољопривредни институт Републике Српске једини јавни научно-истраживачки институт из области пољопривреде у Републици Српској. Институт је у својој историји, од оснивања до данас, пролазио кроз различите периоде, процвата и успјеха, затишја и криза, кроз периоде повећаних улагања од стране СИЗ-а науке БиХ, али и недовољног интереса заједнице, немара друштва и несигурног ослонца у државним структурама, финансијску оскудицу, лутања у дјелатностима, како научноистраживачким тако и стручним, кадровске дефиците.
Веома динамичан развој Институт је имао у периоду од 1980. до 1990. године, када је био у саставу АИПК-а Бања Лука и када је СИЗ науке БиХ издвајао значајна средства за финансирање научно-истраживачког рада Института.

Други период процвата, након што је уз велике тешкоће успио да преживи период рата, послијератног распада великих државних пољопривредних предузећа, Институт почиње да доживљава од 2009. године, од када је Влада Републике Српске, почела знатно и континуирано буџетско издвајање, у виду текућих помоћи или текућег гранта за суфинансирање научно-истраживачких и стручних дјелатности Института које су од интереса за Републику Српску.

## Ресурси Института
Институт је једина институција, не само у Републици Српској већ и у Босни и Херцеговини, која има сопствене сорте стрних жита, крмног биља, индустријског биља и поврћа као и хибриде кукуруза. То је основна претпоставка организовања властите сјеменске производње у Републици и
смањења увоза сјемена страних сорти и хибрида, а тиме и смањења одлива девизних средстава из Републике Српске по том основу. Индиректно, институтске сорте представљају основу за производњу у Републици Српској и БиХ, за ангажовање домаћих произвођача, дорађивача и прометника сјемена — што представља основне видове остваривања дохотка у Републици Српској у тој области. Институт има потребне објекте, пољопривредно земљиште и механизацију за експериментална истраживања и базну сјеменску производњу свих гајених биљних врста у Републици Српској и БиХ. Базна сјеменска производња је основ за производњу комерцијалног сјемена. Савремене лабораторије за агрохемију и агроекологију, заштиту биља, сјеменарство и биотехнологију, представљају основ укључивања Института у европске пројекте очувања животне средине и производње здравствено безбједне хране, која има отворено тржиште. Лабораторија за биотехнологију омогућава потпуну контролу и откривање присуства генетички модификованих сорти на нашем тржишту. Сјеменска лабораторија је опремљена за ефикасно испитивање квалитета свих количина и
врста сјемена и садног материјала који се налазе у промету на територији Републике Српске. Институт има и властиту банку биљних гена у којој се чува и одржава велики број аутохтоних и старих сорти, различитих популација и нових сорти и хибрида гајених биљака. Институт располаже високообразованим, едукованим и стручним кадром за обављање свих дјелатности. У том погледу, циљ Института је: сачувати постојеће кадрове и истовремено развијати властиту “банку кадрова”.

## Важнији научноистраживачки пројекти који су реализовани
Неки од пројеката који су реалзивани од оснивања Института: „Интензивирање производње крме на ораницама равничарског рејона”, „Оплемењивање (селекција) вишегодишњих трава“, “Унапређење производње пшенице у СР БиХ”, „Инвентар стања земљишних ресурса у послијератном периоду у
Босни и Херцеговини”, “Раж у систему органске производње”, „Унапређење производње сјемена крмног биља у Републици Српској”, „Селекција и умножавање сјемена хибридног кукуруза у Републици Српској”, “Стварање нових сорти крушака отпорних према бактеријској пламењачи”, “Стварање нових високородних хибрида кукуруза у Републици Српској”, “Анализа присуства генетских модификација у живим биљкама, дијеловима биљака и биљним производима у Републици Српској”, “Експериментални огледи са љековитим биљем у Поповом пољу”, “Тестирање и увођење у производњу нове сорте озиме пшенице”, “Програм унапређења сточарства на територији општине Костајница” и многи други.

## Признате сорте и хибриди
Пољопривредном институту Републике Српске у периоду од 1947. до 2012. године признато је: 14 сорти 	пшенице, двије сорте јечма, једна сорта ражи, двије сорте тритикалеа, девет хибрида кукуруза, четири сорте луцерке, двије сорте смиљките, двије сорте јежевице, једна сорта мачји реп, једна сорта јарог сточног грашка, једна сорта црвеног вијука, четири сорте соје и двије сорте паприке. 

Заводу за стрна жита у периоду од 1972. до 2012. године признате су сљедеће сорте стрних жита: Босанка, Сарајка, Плива, Укрина, Врбас, Гранада, Кристина, Бањалучанка, Јелена, Приједорчанка, Стојанка, Орион, Нова босанка, Озирис, Коста, Оскар, Виктор, Октавија.

Хибриди кукуруза: BL-270, BL SC-55, BL SC-44/10, BL SC-50/19, BL SC-29, BL SC-27t, BL SC-48, BL SC-43, BL SC-46.

Сорте крмног биља: Луцерка, Бањалучанка, Соња, Биљана, Смиљкита Жути — Звјездан, Тера, Јежевица, БЛ — Крајина, Мачији реп, Буки, Саша. 

Сорте индустријског биља: Сана, Соња, Милица, Марина. 

Сорте поврћа: Стела и Бањалучка рана.

## Награде и признања
За допринос унапређењу науке у пољопривреди, пољопривреде и производње ратарских, повртарских и воћарских биљних врста, те развоју сточарства, друштвеном и културном развоју Града, Републике Српске и Босне и Херцеговине, Пољопривредни институт је добио више награда и
признања:
Златна медаља на Свјетском салону проналазака 2009
Европски Орден заслуга за стваралаштво, III реда — командор 2009.
Награда “Веселин Маслеша”, 1972. године
Повеља (1990), додјељена од Друштва за семенарство Југославије
Плакета — ИНА Петрокемија Кутина 1978. године
Прва награда Златни клас додјељена од Бањалучког велесајма “Агрос”
Прва награда за технолошке иновације 2008. године
Златна медаља додјељна од Института за ратарство и повртарство Нови Сад 1998.
и многе друге награде и признања.

## Монографија
Поводом 65 година постојања и рада Пољопривредног института Републике Српске припремљена је и објављена Монографија “65 година научно-истраживачког и практичног рада на унапређењу пољопривреде”. Идеја о писању монографије Пољопривредног института РС родила се у јесен 2011. године. Монографија је објављена у 2012. години.